# Жоржівка
Жо́ржівка — село в Україні, у Шишацькій селищній громаді Миргородського району Полтавської області. Населення становить 634 осіб. До 2015 орган місцевого самоврядування — Жоржівська сільська рада.

## Географія
Село Жоржівка знаходиться на березі одного з витоків річки Грузька Говтва, вище за течією на відстані 1 км розташоване село Колодяжне, нижче за течією на відстані 3 км розташоване село Киселиха. Річка в цьому місці пересихає, на ній зроблено кілька загат.

## Історичні відомості
На 1885 рік село Жоржівка, Іорданівська волость Зіньківський повіт. У селі «Жоржеевка, Вол. Іорданская, при уроч. Сагайдак, дв[орів].111, ж. 635, ц.пр. [церква], маслобійний завод» також у селі існувала церковнопарафіяльна школа.
У виданні «Адміністративно-територіальний поділ Полтавщини (1648—2012 рр.): довідник з історії адміністративно-територіального поділу» згадується село Жоржівка: «Станом на 1910 рік — Жоржівка с., Іорданівська (Орданівська) волость Зіньківський повіт [Полтавська губернія].
На 7 вересня 1923 року у Списку сільських Рад Полтавської губернії — ПОЛТАВСЬКИЙ ОКРУГ - Баляснівський район Жоржівська сільрада.
Список сільських рад Полтавської губернії на 1 лютого 1925 р. (зі змінами, затвердженими постановою ВУЦВКа від 03.03.1925) — ПОЛТАВСЬКИЙ ОКРУГ Баляснівський район Жоржівська сільрада.
Список сільських Рад Полтавського округу на 25 лютого 1926 р. [18] — Баляснівський район Жоржівська сільська рада.
Список сільських Рад Полтавського округу на 1928 рік — Баляснівський район Жоржівська сільська рада.
Список сільських, селищних та міських Рад Полтавської області на 1 березня 1960 р. - Гоголівський район Жоржівська сільська рада.
Указом Президії Верховної Ради УРСР „Про утворення нових районів Української РСР“ 8 грудня 1966 р. у Полтавській області утворено ще 6 районів, у тому числі Шишацький район у складі Великобузівської, Великоперевізької, Воскобійницької, Гоголівської, Жоржівської, Ковалівської, Михайликівської, Пришибської, Шишацької та Яреськівської сільрад Диканського району; Сагайдацької та Федунської сільрад Решетилівського району.
Список міст обласного підпорядкування, міських, селищних та сільських Рад Полтавської області на 1 серпня 1964 р. — Диканський район Жоржівська сільська рада.
Список міст обласного підпорядкування, міських, селищних та сільських Рад Полтавської області на 1 жовтня 1965 р. — Диканський район Жоржівська сільська рада.
Список міст, районів, сільрад Полтавської області на 1 січня 1989 р. (6) — Шишацький район Жоржівська сільрада.
Адміністративно-територіальний поділ Полтавщини на 1 червня 2012 р. с. Жоржівка Жоржівська сільська рада  Шишацький район.».
12 червня 2020 року, відповідно до розпорядження Кабінету Міністрів України № 721-р «Про визначення адміністративних центрів та затвердження територій територіальних громад Полтавської області», село увійшло до складу Шишацької селищної громади.
19 липня 2020 року, в результаті адміністративно - територіальної реформи та ліквідації Шишацького району, село увійшло до складу новоутвореного Миргородського району Полтавської області.

## Економіка
- Молочнотоварна ферма.

## Об'єкти соціальної сфери
- Школа.

## Відомі люди
- Седляр Василь Теофанович — художник-монументаліст, графік; педагог і громадський діяч.
- Наріжний Костянтин Григорович — український прозаїк. Працював учителем в Жоржівській школі у 1953—1963 роках.